# Kiełbasa krucha domowa
Kiełbasa krucha domowa – regionalny produkt wędliniarski, charakterystyczny dla powiatu świdwińskiego, 2 lutego 2015 roku wpisany na polską listę produktów tradycyjnych w kategorii "mięso świeże oraz produkty mięsne".

## Historia
Tradycja wyrabiania wędlin z wieprzowiny na terenie powiatu świdwińskiego sięga lat 40. XX wieku, kiedy to zaczęto tutaj hodować trzodę chlewną, o czym pisał Józef Burszta. Historia znanej w obecnej formie kiełbasy kruchej domowej sięga roku 1974, kiedy to w miejscowości Smardzko zaczęto budować przemysłową fermę tuczu trzody chlewnej należącą do Państwowego Ośrodka Maszynowego w Świdwinie. Wizytował ją wówczas Edward Gierek. Ferma dysponowała ubojnią i masarnią pracującą na bazie własnego mięsa. Mimo różnych zmian organizacyjnych w PGR Smardzko (obecnie stuprocentowa spółka pracownicza Fermapol) kiełbasa wytwarzana była na miejscu nieprzerwanie.

## Charakterystyka
Receptura kiełbasy opiera się na wysokiej jakości mięsie wieprzowym oraz przyprawach (czosnek, pieprz czarny, majeranek, kardamon i sól). Masa mięsna na wyrób gotowy leżakuje przez 24 godziny w chłodnym miejscu, aby uzyskać silne wysycenie przyprawami. Potem nabijana jest w cienkie jelita wieprzowe, podwieszana na drążkach i osuszana. Wędzenie następuje przy użyciu drewna bukowego lub owocowego. Wyrób odznacza się dużą trwałością i wyczuwalną nutą kardamonu.